# 20037 Duke
20037 Duke (1992 UW4) là một tiểu hành tinh bay qua Sao Hỏa được phát hiện ngày 20 tháng 10 năm 1992 bởi C. S. Shoemaker và E. M. Shoemaker ở Palomar.